# 随身危機
《随身危機》（英語：Carry-On）是2024年美国动作惊悚片，由贊美·哥勒-施拉执导，托德·菲克斯曼编剧，泰隆·艾奇頓、索菲婭·卡森、丹妮爾·戴德維勒和詹森·貝特曼主演。电影讲述美国运输安全管理局駐洛杉磯國際機場的年轻安檢員伊森被神秘旅客敲诈，要他让一个可疑包裹登上圣诞节的航班。
电影2024年12月13日在Netflix上线。

## 劇情
伊森·科佩克是洛杉磯國際機場的美国运输安全管理局安檢員。因隱瞞父親的犯罪背景而無法通過洛杉磯警察局警校錄取，他逐漸變得消極且失去抱負。在平安夜，懷孕的女友諾拉·帕里西鼓勵他重新申請警校，追求自己的夢想，但伊森選擇請機場安檢主任菲爾·薩科斯基將他調到行李掃描區，以展現自己的能力，爭取升遷。
執勤期間，伊森收到了一個耳機，並透過耳機與一名無情的傭兵「神秘旅客」聯繫。對方威脅他必須讓一件特定的手提行李通過掃描，否則將會殺害諾拉。旅客的同夥「看守者」透過監控系統監視伊森，阻止他向警方求助。伊森用隱形墨水警告機場航警萊昂內爾·威廉斯，但在萊昂內爾能採取行動之前，旅客以毒藥殺死了他，並指責伊森不聽命令才導致同事的死亡。
菲爾安排伊森的朋友傑森·諾布爾接管掃描區，但旅客威脅若不將傑森趕走就會殺了他。無奈的伊森被迫栽贓傑森值班飲酒的證據，讓他被解雇。按照指示，伊森讓馬特奧·弗洛雷斯帶著手提行李通過安檢，而旅客則揭露行李中裝有致命且無法治癒的神經毒劑「諾維喬克」。
同時，洛杉磯警察艾琳娜·柯爾調查一起雙屍命案，發現死者走私了「諾維喬克」入境，並通報美國國土安全部，將案件與伊森未遂的911報警聯繫起來。整個航站樓被命令進行全面排查。伊森將馬特奧列為需要進一步檢查的旅客，但旅客察覺到他的舉動，指使看守者用狙擊槍瞄準諾拉，迫使伊森再次妥協。在洗手間裡，伊森奪下旅客的塑膠手槍，但旅客用毒劑啟動了炸彈。
馬特奧因檢查要求被菲爾攔下，卻被伊森持槍干預。伊森拒絕開槍，馬特奧則刺死了菲爾。馬特奧坦承自己也被脅迫，因為他的丈夫傑西被「看守者」劫持為人質。時間緊迫，旅客指導伊森重設炸彈後，命令馬特奧殺死伊森，但塑膠槍因過熱爆炸，反將馬特奧炸死。旅客取回裝有「諾維喬克」的行李箱，並指示看守者殺害諾拉。幸虧伊森用馬特奧的手機發出警告，讓諾拉得以逃脫，而看守者最終被傑西擊殺。
在前往機場途中，艾琳娜與美國國土安全部探員奧爾科特同行，但發現他其實是與旅客同夥的臥底，並將他擊斃。抵達機場後，她與伊森會合並確認威脅仍然存在，於是向警局求援，啟動航站樓封鎖。伊森得知馬特奧原本計劃搭乘飛往華盛頓特區的航班，而艾琳娜則發現真正的目標是一位支持增加軍備預算的美國國會女議員。該次恐攻旨在嫁禍俄羅斯，以促成大幅增加的國防支出，從而使武器製造商獲利。
旅客登上飛機，卻不知伊森已將炸彈換到一個外型相似但較大的行李箱中，迫使其被置於飛機貨艙。伊森潛入貨艙拆除炸彈，諾拉則說服艾琳娜允許航班起飛，以防止旅客起疑。在拆彈過程中，旅客發現異常並持槍對峙。在即將重新啟動炸彈並跳傘逃生之際，伊森將旅客與神經毒劑一同鎖入氣密冷藏櫃中將之殺死，結束了威脅，飛機安全返航。
一年後，伊森與諾拉及他們的孩子準備與傑森一家前往塔希提旅行，並在安檢時展示出他的洛杉磯警局徽章。

## 演员
- 泰隆·艾奇頓飾演伊森·科佩克（Ethan Kopek）
- 詹森·貝特曼飾演神秘旅客
- 索菲婭·卡森飾演諾拉·帕里西（Nora Parisi）
- 丹妮爾·戴德維勒飾演艾琳娜·柯爾（Elena Cole）
- 羅根·馬歇爾-格林飾演奧爾科特探員（Agent Alcott）
- 迪奧·羅西飾演看守者
- 狄恩·諾里斯飾演菲爾·薩科斯基（Phil Sarkowski）
- 辛奎·沃尔斯（英语：Sinqua Walls）飾演傑森·諾布爾（Jason Noble）
- 喬許·布雷納[1]飾演赫歇爾（Herschel）
- 柯蒂斯·库克（英语：Curtiss Cook）[1]飾演萊昂內爾·威廉斯（Lionel Williams）

## 制片
2021年6月，安培林娱乐与Netflix签订合作协议，此后每年为平台制作电影。按照原本计划，《随身行李》是双方合作的第一部电影，剧本则有两版初稿，一版由游戏工作室Insomniac Games前编剧托德·菲克斯曼负责，另一版由麥可·葛林负责。
2022年7月，消息指泰隆·艾奇頓将扮演主角伊森。2022年8月，詹森·貝特曼宣布出演另一主角神秘旅客。2022年9月，索菲婭·卡森和丹妮爾·戴德維勒加盟。2022年10月，迪奧·羅西加盟。10月晚些时候，狄恩·諾里斯、羅根·馬歇爾-格林、辛奎·沃尔斯等八名演员加盟。
主体拍摄于2022年9月至2023年1月在美国路易斯安那州新奥尔良进行，拍摄成本预估4700万美元。

## 評價
根据評論匯總网站爛番茄汇总的63篇评论文章，86%的评论家给予该作正面评价，平均打分为6.8分（满分10分） 在Metacritic上，25位影評人共給予了68分的分數（滿分100分），這部電影獲得了「普遍好評」。